# クロヨシノボリ
クロヨシノボリ（くろよしのぼり、黒葦登、Rhinogobius brunneus）は、ヨシノボリ類の両側回遊魚。

## 分布
日本の男鹿半島以南の日本海と利根川河口以南の太平洋（伊豆・小笠原諸島を除く）とそこに注ぐ流域数キロ程度の小川。ただし、陸封個体もいる。 国外には韓国に生息する。

## 形態
全長6-10cm。体色は黒みがかり、とくに繁殖期のオスは黒色。体側中央に途中途中途切れる黒色の縦帯があり、背にも小黒点が点在する。胸鰭基部に三日月紋がある。尾鰭基底には黒色のハの字紋がある。アヤヨシノボリに似るが、眼下に瑠璃色斑がない。胸鰭条数は19-22、縦列鱗数は34-36。

## 生態
両側回遊魚。5-7月の繁殖期にオスが石の下に巣穴を掘ってメスが石の壁面に産卵する。オスは卵を保護する。ふ化仔魚はすぐ海に下る。2-3か月の間海洋で生活し、その後川幅が狭くで全長が数キロ程度の河川に遡上し、森林の中の日陰を流れる中上流部の流れの緩やかなで安住する。陸封個体も存在する。雑食性で付着藻類や小動物を食す。

## 人間との関わり
佃煮のほかから揚げやみそ汁、卵とじで賞味される。ペルシャ湾では侵略的な外来種となっている。

## 分類
琉球列島の集団と屋久島以北の集団に分かれ、遺伝的に差異がある。2集団は亜種にあたる。